# Aspidophorodon reticulatum
Aspidophorodon reticulatum (лат.) — вид тлей рода Aspidophorodon из подсемейства Aphidinae. Эндемики Китая (Тибет).

## Описание
Мелкие насекомые, длина около 1,7 мм. Дорзум тела с отчетливой сетчатостью, состоящей из мелких треугольников, расположенных многоугольниками; срединный лобный бугорок отчетливо выпуклый, прямоугольный; усиковые бугорки каждый с цилиндрическим отростком на внутренней вершине, выше срединного лобного бугорка; дорсальные щетинки брюшка редкие и короткие, с мелкими щетинковидными бугорками. Этот вид питается на нижней стороне листьев Salix. Вид был впервые описан в 2022 году по типовым материалам из Китая. Голова с тремя отростками на лбу; дорзум тела разнообразно украшен морщинками, неправильной полигональной сетчатостью, овальными или полукруглыми скульптурными линиями, мелкими сосочковидными бугорками; трубочки длинные и ложковидные, широкие в основании, слегка вздутые дистально, без фланца.